# Oratorio della Visitazione (Castel San Niccolò)
L'Oratorio della Visitazione è un edificio religioso che si trova a Strada in Casentino, nel comune di Castel San Niccolò. 

## Storia e descrizione
L'Oratorio sorse nel XVI secolo quando il borgo di Strada, divenuto troppo popoloso, necessitava di un luogo per le funzioni religiose. L'edificio fu completamente ristrutturato nel 1751, data che si legge nel timpano del portale. 

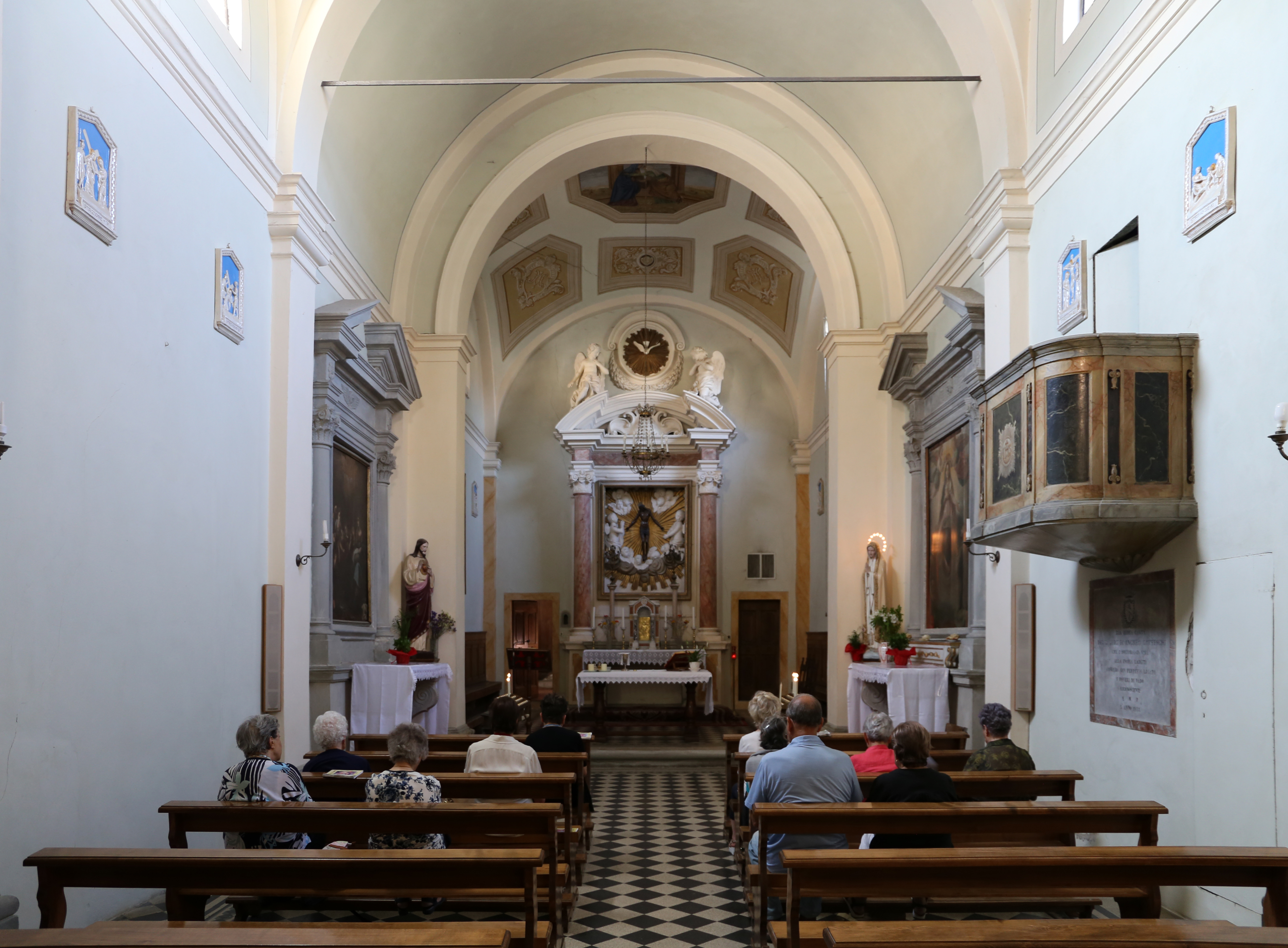
Castel san niccolò, Strada in casentino, Oratorio della Visitazione, interno.

La facciata è semplicemente intonacata e presenta, oltre al portale, una finestra rettangolare centrale ed è conclusa da un timpano triangolare.
L'interno di aspetto settecentesco è ad aula unica molto allungata, senza transetto, nella quale, oltre al pulpito ligneo, sono due altari laterali più antichi, cinquecenteschi: a quello destro è un’Immacolata incoronata da due angeli con i Santi Giovanni Battista e Francesco di Santi di Tito degli anni ottanta del XVI secolo, che mostra la capacità del pittore di semplificare gli schemi manieristici in nome di una maggiore naturalezza, chiarezza e comprensibilità didattica dell'immagine sacra. All'altare dirimpetto è invece una tela con una Sacra Famiglia di un modesto pittore ancora ignoto.
Nel piccolo presbiterio si trova l'altare maggiore settecentesco di gusto classicheggiante, con il timpano curvilineo ornato da un cartiglio sfrangiato e sormontato da due Angeli e da un tondo con lo Spirito Santo. Esso ospita un Crocifisso ligneo databile tra Quattrocento e Cinquecento, per molti di un autore ancora ignoto sebbene sia stato attribuito anche ad Andrea della Robbia, come testimonianza della sua rara, ma documentata attività di scultore in legno. Sopra di esso sono affreschi decorativi che hanno al centro una replica della Visitazione di Mariotto Albertinelli. 
Alla parete destra, è una tela con l'Immacolata Concezione tra i Santi Francesco ed Andrea, proveniente dall'altare omonimo della Pieve di San Martino in Vado, firmata da Alessandro Bardelli, pittore attivo soprattutto in Valdinievole e datata 16..6, da intendersi probabilmente come 1626. Dirimpetto, alla parete sinistra, è invece una notevole tela di Francesco Guerrieri, pittore di Fossombrone, con la Madonna col Bambino che appare a Sant'Antonio da Padova, firmata e datata 1650 e proveniente dall'altare dedicato al santo nella stessa Pieve.